# Plaquette
Una plaquette és una publicació de petit format que s'utilitza habitualment per difondre obres literàries de curta extensió com són poemes o contes.
Aquesta paraula és un gal·licisme que prové de la paraula utilitzada per poetes francesos del segle xix que donaven a conèixer els seus nous treballs a través d'aquests petits fullets (una de les definicions de plaquette en llengua francesa).
El seu ús és molt habitual a Llatinoamèrica, Espanya i Catalunya on s'utilitza com un mitjà de difusió entre escriptors i poetes novells, o bé per proporcionar avançaments de textos literaris que, posteriorment, s'incorporaran en obres més àmplies. Generalment una plaquette no supera les trenta pàgines impreses en paper i es distingeix del fanzine per tenir un contingut estrictament literari.